# 破碎的我
《破碎的我》（英语：Piece of Me），是美国女歌手布兰妮·斯皮尔斯演唱的一首歌曲，收录于她的第5张录音室专辑《晕炫风暴》（Blackout）。歌曲于2007年11月27日由Jive唱片作为专辑的第2支单曲发行。歌曲由瑞典二人组克里斯蒂安·卡尔森和本都·温博格合写（超害羞 & 前卫），克拉斯·阿朗德也参与了歌曲的创作。歌曲的歌词以自传的形式回应过度干预布兰妮的私生活的媒体。《破碎的我》是《晕炫风暴》录制的最后一首歌曲。音乐上，《破碎的我》是一首慢节奏舞蹈鼓点的电子歌曲，布兰妮在歌曲中的嗓音被大量制作修饰，音高不断变化。歌曲的背景人声由超害羞 & 前卫和罗宾演唱。
《破碎的我》获得了乐评普遍的好评，乐评称赞其制作和充满挑衅的歌词，并称其为《晕炫风暴》的一大亮点。《滚石》将本歌曲列为2007年百大歌曲的第15名。歌曲亦获得了商业成功，在爱尔兰夺冠，并在澳大利亚、新西兰、加拿大、瑞士、英国等国进入了排行榜前十。在美国，本歌曲成为《晕炫风暴》第2首告示牌热门舞曲/夜店单曲榜冠军单曲。
歌曲的音乐录像带由韦恩·艾沙姆导演，塑造了布兰妮当时的处境。在音乐录像带中，布兰妮和她的朋友不断伪装自己以戏弄狗仔队。艾沙姆希望布兰妮在音乐录像带中自信地演出自我。音乐录像带获得了褒贬不一的评价，大部分人称布兰妮的身材被修饰过度了。然而，音乐录像带在2008年MTV音乐录像带大奖获得了三项大奖提名，其中包括“年度音乐录像带”，并全部获奖。《破碎的我》为妮裳马戏团巡回演唱会 、蛇蝎美人巡回演唱会和驻唱演出布兰妮：破碎的我的表演曲目之一。

## 背景

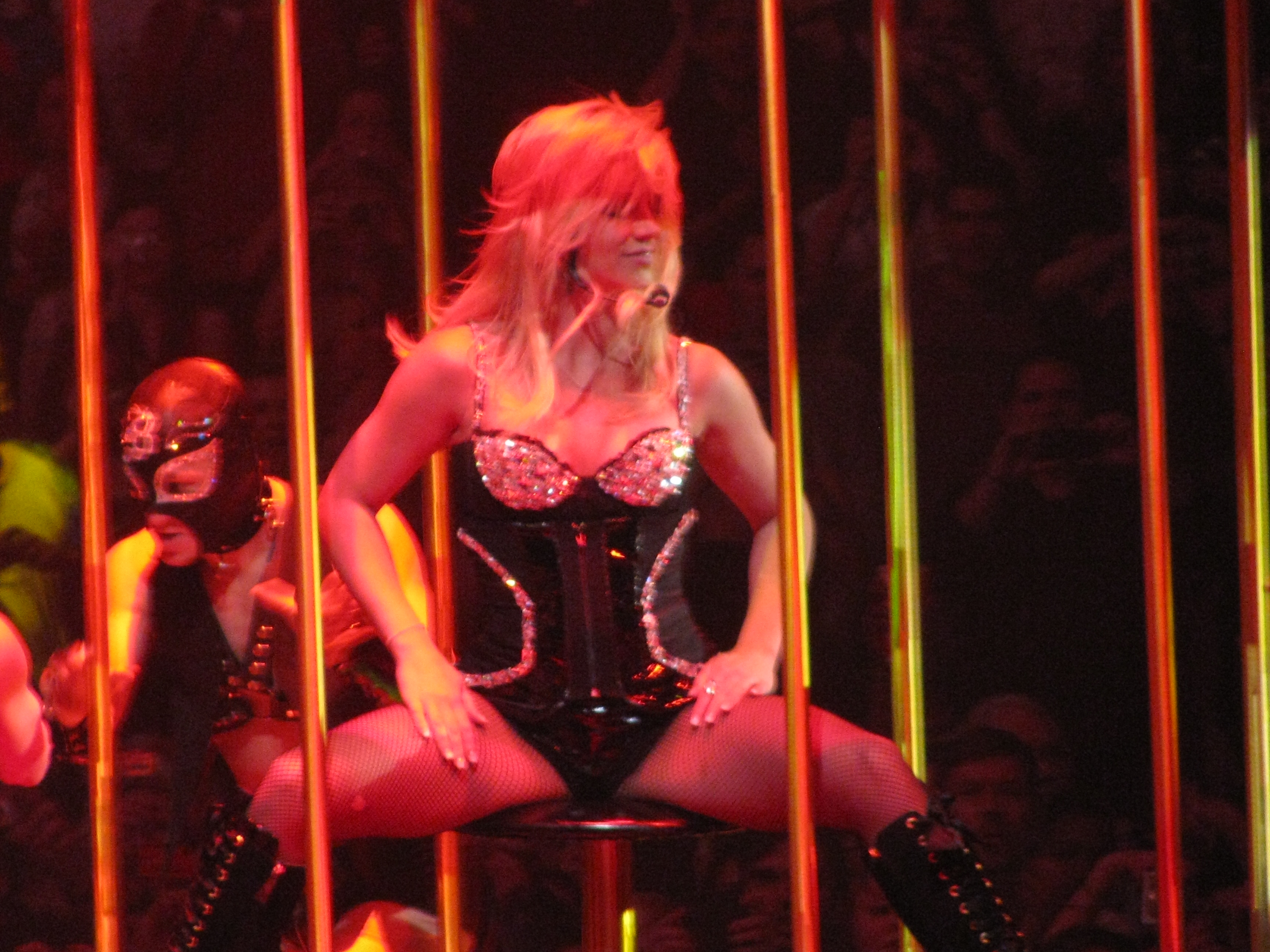
妮裳马戏团巡回演唱会中，布兰妮在笼中表演《破碎的我》。

《破碎的我》由瑞典二人组克里斯蒂安·卡尔森和本都·温博格合写（超害羞 & 前卫），克拉斯·阿朗德也参与了歌曲的创作。 在布兰妮与克拉斯、温博格工作的几年里，克拉斯和温博格能够最直接地看到布兰妮的生活是怎样被狗仔队扰乱的， 一次在汉堡的经历被温博格描述为“真恐怖”。布兰妮和两人一同录制了《爱情雷达》 （Radar）、《怪物秀》（Freakshow）和《玩具大兵》（Toy Soldier）等歌曲。当专辑在外界看来已经完成之后，超害羞 & 前卫被A&R的特里萨·那不勒斯·怀特斯劝说去制作新歌曲。温博格称自从厂牌拒收了贾斯汀·汀布莱克歌曲"Cry Me a River"的回歌"Sweet Dreams My LA Ex"，歌曲内容不涉及布兰妮的私人生活成了潜规则。然而，当二人组合将本歌曲创作寄给布兰妮后，布兰妮则表示喜欢。 超害羞 & 前卫在斯德哥尔摩的超害羞 & 前卫录音室制作了歌曲，而布兰妮则在洛杉矶高脚酒杯录音室录制了歌曲。 温博格称当布兰妮在车上就背下了歌词，来到录音室时非常兴奋，并在短短半小时内就完成了录制。 之后，《破碎的我》在斯德哥尔摩由尼克拉斯·弗吕克特在完成了后期混声。 2007年10月31日，布兰妮在接受瑞安·西克雷斯特的采访时谈到歌曲称：
无论你去哪里，总会有一些不明目的的人问你问题，便想拿东西堵住他们的嘴。所以，这是一种漂亮的方式把这些说出来。你知道的，就像：“You want a piece of me?（你想要破碎的我？）”，你知道的，以一种酷炫、漂亮、聪明的方式。它是一首漂亮的歌曲 [...] 我喜欢它。

## 榜单表现
2007年11月17日，《破碎的我》空降美国告示牌百强单曲榜第65名。
 2008年2月9日，歌曲获得了美国最高排位第18名。 除此以外，歌曲是《晕炫风暴》第二首在告示牌舞曲/夜店单曲榜夺冠的歌曲。 歌曲在美国以超过100万销量被美国唱片业协会认证为白金唱片。 根据尼尔森销量统计系统2012年6月统计的数据，《破碎的我》在美国获得了超过177万次付费下载。 本歌曲成为了布兰妮在美国付费下载次数第6多的单曲。 在加拿大，歌曲于2007年11月17日空降加拿大百强单曲榜第37名。 2008年4月26日，歌曲在加拿大取得了最高排位第5名。 《破碎的我》亦被加拿大唱片业协会以四万次数字下载认证为白金唱片。
2008年2月4日，《破碎的我》空降澳大利亚单曲榜第2名。 歌曲以超过七万次数字下载被澳大利亚唱片业协会认证为白金唱片。 在新西兰，歌曲于2007年11月31日空降榜单第34名。 并以超过7,500次数字下载被新西兰唱片业协会认证为金唱片。 在英国，《破碎的我》于2007年12月23日（该周截止于2007年12月29日）空降英国单曲榜第69名。 在歌曲实体唱片发行之后，歌曲于2008年1月13日（该周截止于2008年1月19日）在英国获得了亚军。 根据英国官方榜单公司的统计，歌曲在英国获得了250,000份销量。 在爱尔兰，歌曲于2007年12月20日，歌曲空降爱尔兰单曲榜第27名。 2008年1月10日，歌曲在英国获得了冠军并连冠两周。 《破碎的我》在欧洲其它地区亦获得了商业成功，在欧洲百强单曲榜和奥地利、丹麦、芬兰和瑞典各国单曲榜都进入了前10名， 在比利时、捷克、意大利和荷兰进入了前40名。

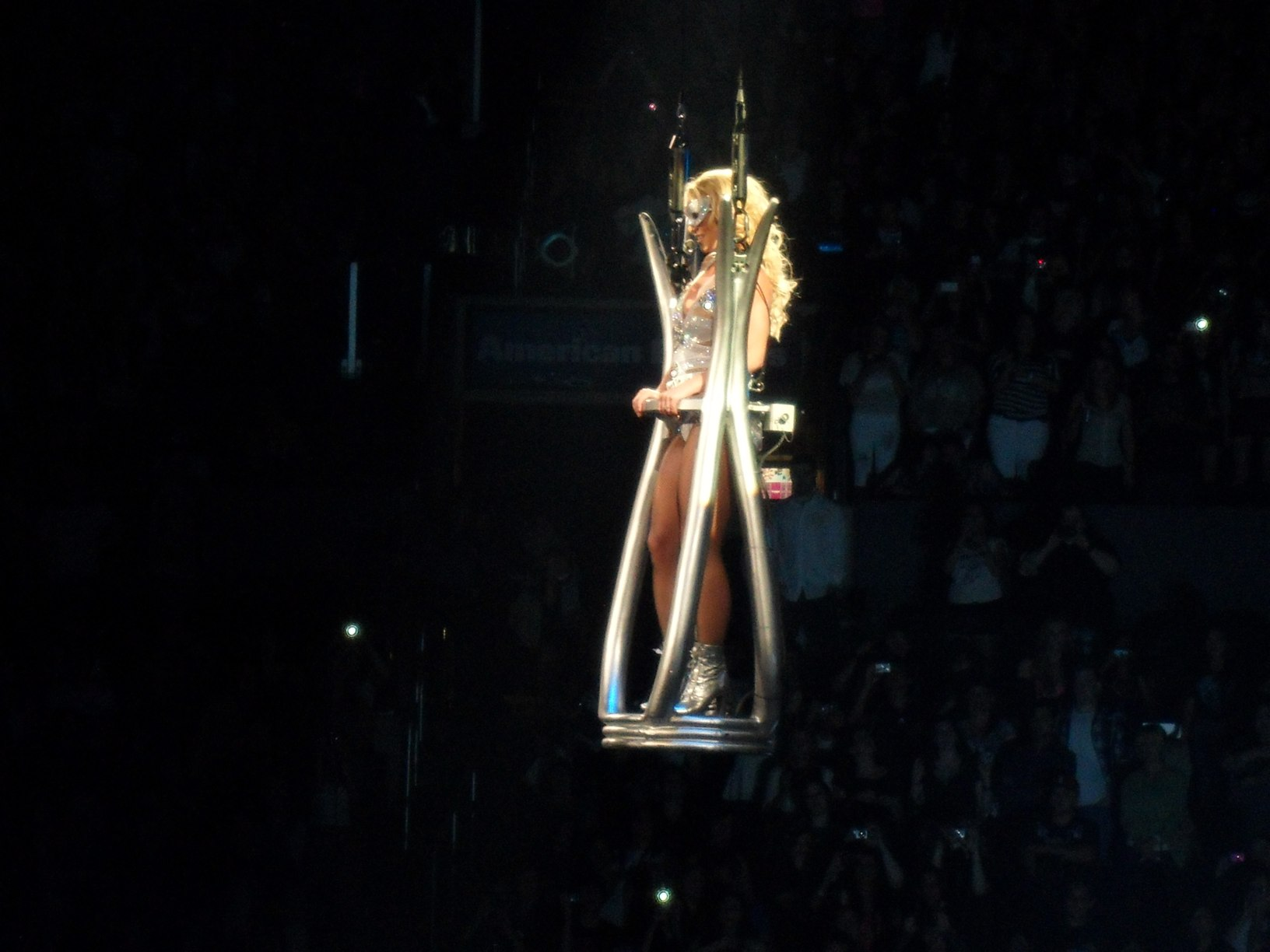
布兰妮于蛇蝎美人巡回演唱会表演《破碎的我》。

## 音乐录像带

### 发展
歌曲的音乐录像带于2007年11月27日和28日在洛杉矶Social Hollywood的夜店和餐厅拍摄。由先前导演过布兰妮《少女已过，熟女未满》音乐录像带的韦恩·艾沙姆导演。 英国《每日郵報》报道称音乐录像带花费50万美元，是布兰妮继《中你的毒》之后花费最高的音乐录像带。 在音乐录像带的部分场景中，布兰妮穿着由美国设计师玛琳娜·托比纳设计的紫色缎子裙。 布兰妮被报道称因陪伴两个儿子在音乐录像带中迟到了12个小时。 艾沙姆谈到这件事时称：“她是迟到了。人们把这件事过度放大了，但她怎么能不迟到呢，试想一下当有50，60或者75或者更多的人在街上不停地围追着她的车时？这对全体拍摄成员都是漫长的一天。不夸张地说，全体拍摄成员经历了一个长度为二十小时的一天，她在这里花了6个小时拍摄。虽然她迟到了，但是到场了，说闲话的人都要踢屁股”。 他亦解释了音乐录像带的概念：

“在（这部音乐录像带）当中，我真的只想把镜头倒回到整个拍摄过程。你们可以看到她那么自信。并且，毫不夸张地说，每一个镜头的拍摄都让她更加自信，所以她对接下来的拍摄都感到无比快乐。不是那种在高处讽刺低处，但是……她自信地嘲笑了身边的那些人事。（……）在音乐录像带的一部分中，她扎高了头发，我说：‘你能为我把头发放下吗？’她就放下了头发。你将会看到我们在头发扎高和放下间不断地镜头交切。这是最后一部分。她随心而动。在结尾精心设计了舞蹈。她凭借自己做到了这些并说：‘让我们试试吧。’”

## 现场表演
《破碎的我》为2009年妮裳马戏团巡回演唱会表演的第2首歌曲。在布兰妮表演完歌曲《妮裳马戏团》（Circus）之后，布兰妮脱下了自己的红色夹克，并以马戏团团长的形象穿着由迪恩和丹·卡登设计的镶嵌施华洛世奇水晶的黑色紧身胸衣、渔网丝袜和高跟的紧系鞋带的靴子。 当烟雾环绕布兰妮时，布兰妮进入了舞台中央的笼子，《破碎的我》音乐同时响起。在表演过程中，布兰妮扮演为奴隶，试图从伴舞当中逃跑。 《破碎的我》亦在2011年蛇蝎美人巡回演唱会中表演。在表演完歌曲《三人行不行》（3）后，布兰妮爬上一座四处浮动的小平台表演歌曲。周围的男伴舞打扮成警察模样，脱下他们的衬衫以表演性虐恋动作。 《好莱坞报道》的雪莉·霍尔珀林将《破碎的我》、《三人行不行》和《別讓我最後才知道》共同列为蛇蝎美人巡回演唱会最精彩的表演，称这三个表演“足具讽刺意味，（他们）在众多表演中有不多的虚饰。” 歌曲亦是布兰妮最近的赌城驻场表演布兰妮：破碎的我表演曲目之一。

## 曲目列表
| - CD单曲 1. "Piece of Me" (Album Version) — 3:32 2. "Piece of Me" (Böz o Lö Remix) — 3:51 - 德国限量版CD单曲 — CD1 1. "Piece of Me" (Album Version) — 3:32 2. "Piece of Me" (Tiësto Radio Edit) — 3:23 - 德国限量版CD单曲 – CD2 1. "Piece of Me" (Album Version) — 3:32 2. "Piece of Me" (Junior Vasquez and Johnny Vicious Radio Edit) — 3:38 - CD加大单曲 1. "Piece of Me" (Album Version) — 3:32 2. "Piece of Me" (Böz o Lö Remix) — 3:51 3. "Piece of Me" (Bimbo Jones Remix) — 6:26 4. "Piece of Me" (Vito Benito Remix) — 6:46 5. "Gimme More" ("Kimme More" Remix) [featuring Lil' Kim] — 4:14 | - 数字下载 – 混音 1. "Piece of Me" — 3:32 2. "Piece of Me" (Böz o Lö Remix) — 4:53 3. "Piece of Me" (Tiësto Radio Edit) — 3:23 4. "Piece of Me" (Junior Vasquez and Johnny Vicious Radio Edit) — 3:38 5. "Piece of Me" (Friscia & Lamboy Radio Edit) — 3:27 6. "Piece of Me" (Sly & Robbie Reggae Remix) [featuring Cherine Anderson] — 4:16 - 数字下载 – 数字45 1. "Piece of Me" — 3:31 2. "Piece of Me" (Bloodshy & Avant's Böz o Lö Remix) — 4:53 |

## 榜单
| 榜单 （2007年–2008年）               | 最高 排位 |
| ------------------------------------ | --------- |
| 澳大利亚（澳大利亚唱片业协会單曲榜） | 2         |
| 奥地利（Ö3四十强单曲榜）             | 6         |
| 比利时佛兰德（Ultratop五十强单曲榜） | 36        |
| 比利时瓦隆（Ultratop五十强单曲榜）   | 36        |
| 加拿大（Canadian Hot 100）           | 5         |
| 捷克（電台百強單曲榜）               | 19        |
| 丹麥（Hitlisten单曲榜）              | 4         |
| 欧洲 (European Hot 100 Singles)      | 6         |
| 芬兰（芬蘭官方單曲榜）               | 8         |
| 愛爾蘭（愛爾蘭唱片音樂協會单曲榜）   | 1         |
| 意大利（意大利音乐产业联盟单曲榜）   | 11        |
| 荷兰（百强单曲榜）                   | 41        |
| 新西兰（新西兰唱片音乐协会单曲榜）   | 4         |
| 斯洛伐克（電台百強單曲榜）           | 10        |
| 瑞典（瑞典最熱榜）                   | 9         |
| 瑞士（瑞士热门音乐榜）               | 19        |
| 英國（官方榜单公司單曲榜）           | 2         |
| 美国（《告示牌》百大單曲榜）         | 18        |
| 美國（《告示牌》Dance Club Songs）   | 1         |
| 美國（《告示牌》Pop Airplay）        | 28        |

| 榜单 （2008年）      | 排位 |
| -------------------- | ---- |
| 澳大利亚单曲榜       | 38   |
| 欧洲百强单曲榜       | 39   |
| 德国单曲榜           | 58   |
| 新西兰单曲榜         | 28   |
| 英国单曲榜           | 47   |
| 美国告示牌百强单曲榜 | 83   |

## 销售认证
| 地區                                  | 认证 | 认证单位/销量 |
| ------------------------------------- | ---- | ------------- |
| 澳大利亚（澳大利亚唱片业协会）        | 白金 | 70,000^       |
| 加拿大（加拿大音乐协会）              | 白金 | 0^            |
| 丹麦（國際唱片業協會丹麥分會）        | 白金 | 0^            |
| Italy                                 | —    | 10,000*       |
| 新西兰（新西兰唱片音乐协会）          | 金   | 7,500*        |
| 瑞典（瑞典唱片業協會）                | 金   | 10,000^       |
| 英国（英国唱片业协会）                | 银   | 200,000^      |
| 美国（美國唱片業協會）                | 白金 | 0^            |
| *僅含認證的實際銷量 ^僅含認證的出貨量 |      |               |

## 发行历史
| 国家   | 日期           | 形式                  | 厂牌     |
| ------ | -------------- | --------------------- | -------- |
| 美国   | 2007年11月27日 | 主流电台              | Jive RCA |
| 西班牙 | 2008年1月1日   | 数字下载 （EP）       | 索尼     |
| 爱尔兰 | 2008年1月4日   | 数字下载              | 索尼     |
| 挪威   | 2008年1月4日   | 数字下载              | 索尼     |
| 芬兰   | 2008年1月7日   | 数字下载              | 索尼     |
| 新加坡 | 2008年1月7日   | 数字下载              | 索尼     |
| 英国   | 2008年1月7日   | 数字下载              | 索尼     |
| 英国   | 2008年1月8日   | CD单曲                | 索尼     |
| 意大利 | 2008年1月11日  | 数字下载 （EP）       | 索尼     |
| 卢森堡 | 2008年1月14日  | 数字下载              | 索尼     |
| 瑞典   | 2008年1月14日  | 数字下载 （EP）       | 索尼     |
| 美国   | 2008年1月29日  | 数字下载 （混音）     | Jive     |
| 德国   | 2008年2月1日   | CD单曲                | 索尼     |
| 德国   | 2008年2月1日   | 数字下载              | 索尼     |
| 德国   | 2008年2月1日   | 加大单曲              | 索尼     |
| 英国   | 2008年2月4日   | 加大单曲              | 索尼     |
| 德国   | 2008年2月29日  | CD单曲 （限量发行版） | 索尼     |
| 日本   | 2008年3月18日  | CD单曲                | 索尼     |